# Bruxa Má do Oeste
Bruxa Má do Oeste, mencionada as vezes como Bruxa Malvada do Oeste, é uma personagem fictícia criada por L. Frank Baum que aparece pela primeira vez no clássico infantil de Baum de 1900 The Wonderful Wizard of Oz. Nos livros subsequentes de Oz de Baum, é o Rei Nomo o vilão principal; a Bruxa Má do Oeste raramente é mencionada novamente após sua morte no primeiro livro.
A representação mais popular da bruxa foi no clássico filme de 1939 baseado no romance de Baum, onde foi interpretada pela atriz Margaret Hamilton. A caracterização de Hamilton introduziu a pele verde e isso foi continuado em representações literárias e dramáticas posteriores, incluindo o livro revisionista de Oz de Gregory Maguire, Wicked (1995) e sua adaptação musical para o palco Wicked  (2003), no filme de 2013 Oz: The Great and Powerful e a série de televisão Once Upon a Time.

## Literatura

### L. Frank Baum
O livro infantil de Baum de 1900, O Maravilhoso Mágico / Feiticeiro de Oz, é a governante maléfica do País Winkie. Seu castelo é descrito como bonito em vez de ser a fortaleza sinistra mostrada no filme de 1939. Em todas as versões, ela é aquafóbica. A Bruxa Má do Oeste não tinha parentesco com a Bruxa Má do Leste, mas se uniu a ela, à Bruxa Má do Sul e à Bruxa Má do Norte para conquistar a Terra de Oz e dividi-la entre si, como relatado em Dorothy e o Mágico em Oz, de L. Frank Baum. Ela não demonstra interesse na morte da Bruxa do Leste e tudo o que lhe importa é obter os Sapatos de Prata, que aumentarão seu poder. Na ilustração de W. W. Denslow para O Maravilhoso Mágico de Oz, a representou como uma velha bruxa barriguda, com três tranças e um tapa-olho. O próprio Baum especificou que ela tinha apenas um olho, mas que ele "era tão poderoso quanto um telescópio", permitindo que a bruxa visse o que estava acontecendo em seu reino pelas janelas de seu castelo. Outros ilustradores, como Paul Granger, colocaram o olho dela no centro da testa, como um ciclope. Normalmente, ela é mostrada usando um tapa-olho; no entanto, algumas ilustrações a mostram com dois olhos.
A maior parte de seu poder reside nas criaturas que ela controla. Ela tem uma matilha de 40 lobos grandes, um bando de 40 corvos, um enxame de abelhas pretas e um exército de Winkies. Ela possui o encantado Chapéu Dourado, que obriga os macacos alados a obedecê-la em três ocasiões. Primeiro, a bruxa comandou as criaturas para ajudá-la a escravizar os Winkies e tomar o controle da parte ocidental da Terra de Oz. Segundo, ela fez os macacos alados expulsarem o exército do Mágico de Oz do País Winkie, quando ele tentou derrubá-la.
Quando Dorothy Gale e seus companheiros Espantalho, Homem de Lata e Leão Covarde foram enviados pelo Mágico para destruí-la, a Bruxa os atacou com suas várias criaturas. Cada uma dessas tentativas foi inútil com o Homem de Lata matando os 40 grandes lobos, o Espantalho matando os 40 corvos, as abelhas pretas morrendo ao tentar picar o Homem de Lata e os escravos Winkie armados sendo assustados pelo Leão Covarde. Os protagonistas são finalmente subjugados pelo terceiro e último uso permitido dos macacos alados pela Bruxa. No entanto, a velha bruxa não pode matar Dorothy porque a garota é protegida pelo beijo da Bruxa Boa do Norte. Ela, portanto, se contenta em escravizar Dorothy e tenta forçar o Leão Covarde à submissão, deixando-o faminto, embora Dorothy lhe dê comida às escondidas. Ao ver os Sapatos de Prata nos pés da garota, a Bruxa Má decide roubá-los e, assim, adquirir ainda mais poder.
Quando consegue adquirir um sapato de prata fazendo Dorothy tropeçar em uma barra invisível, a garotinha joga furiosamente um balde de água na Bruxa Má. Isso faz com que a velha bruxa derreta. A secura da Bruxa Má foi enumerada em algumas pistas antes disso. Além disso, quando Totó a mordeu, ela não sangrou; sua maldade a secou há muito tempo. Infelizmente, L. Frank Baum não explicou precisamente por que a água teve esse efeito sobre ela, nem nunca sugeriu que todas as bruxas más poderiam ser destruídas da mesma forma. No entanto, a bruxa má Mombi é eliminada de forma semelhante em The Lost King of Oz e a bruxa má Singra fica claramente com medo do mesmo destino nos primeiros capítulos de The Wicked Witch of Oz.

## Representações na Dramaturgia

### Filme de 1910
O filme mudo de 1910 The Wonderful Wizard of Oz apresenta uma personagem similar à Bruxa Má do Oeste, identificada nos intertítulos como "Momba, a Bruxa" (Compare a personagem Mombi de A Maravilhosa Terra de Oz). No filme, Momba tem um poder não especificado sobre o Mágico, que promete sua coroa a qualquer um que possa libertá-lo do poder de Momba. Momba captura Dorothy e seus companheiros, evocando os eventos do livro original de Baum, e é destruída quando Dorothy joga um balde de água sobre ela.

### Filme de 1914
A imagem e o traje de Mombi no filme mudo de 1914, His Majesty, the Scarecrow of Oz, são baseados nas ilustrações de Denslow da Bruxa Má do Oeste.

### Filme de 1939
Na versão de 1939 de The Wizard of Oz, Margaret Hamilton interpreta a Bruxa Má do Oeste como uma bruxa de pele verde vestida com um longo vestido preto com um chapéu preto pontudo. Essa representação da Bruxa Má se tornou um padrão para o que as bruxas se parecem e um arquétipo da maldade humana. Embora o relacionamento não seja mencionado nos livros de Baum, no filme, a Bruxa é irmã da Bruxa Malvada do Leste. O filme a torna ainda mais uma antagonista primária e, consequentemente, ela aparece no filme muito antes (e com mais frequência) do que no livro de Baum. Ela exige que os Munchkins revelem quem matou sua irmã, não muito depois da chegada de Dorothy em Oz. Ela é descrita por Glinda, a Bruxa Boa do Norte (não do Sul como no livro), como "pior que a outra". Ela busca ativamente vingança contra Dorothy por matar sua irmã, mesmo que tenha sido "acidente". No entanto, assim que a Bruxa se lembra dos sapatos de rubi, todo o interesse na morte de sua irmã desaparece e tudo o que ela quer é obter seus sapatos, que lhe permitirão conquistar Oz. Ela é mais ameaçadora do que sua contraparte literária, o que faz com que Dorothy tenha medo de perder a paciência com a Bruxa. Ela garante que Dorothy saiba de seu poder quando Dorothy encontra o Espantalho, jogando uma bola de fogo neles. Antes de Dorothy e seus amigos chegarem à cidade, a Bruxa lança um feitiço de sono sobre um campo de papoulas pelo qual o grupo deve passar. Glinda neutraliza remotamente o feitiço com queda de neve. A Bruxa Má então voa em sua vassoura sobre a Cidade das Esmeraldas, exigindo que os cidadãos da cidade entreguem Dorothy a ela, e o Mágico exige a destruição da Bruxa, com sua vassoura como prova, em troca da concessão dos desejos de Dorothy e seus companheiros. Ao contrário da representação original de Baum, a Bruxa Má envia os Macacos Alados como a primeira onda de ataque. Ela é morta quando Dorothy joga um balde de água nela, na tentativa de apagar um incêndio que a bruxa provocou no Espantalho. No livro, Dorothy simplesmente joga o balde nela em um excesso de raiva. Não há menção prévia à vulnerabilidade da Bruxa Má à água no filme, exceto por uma fração de segundo antes que a água realmente a molhe quando ela grita "Não jogue essa água!" (essa fala não aparece no roteiro de filmagem do filme). Depois que a Bruxa Má do Oeste morre, seus soldados ficam felizes por estarem livres de seu poder e citam "Viva a Dorothy! A Bruxa Malvada está morta!". A personagem está em 4º lugar na lista do American Film Institute dos 50 Melhores Vilões do Cinema de Todos os Tempos, ao lado de Darth Vader, Norman Bates e Hannibal Lecter. tornando-a a vilã feminina de maior classificação, além de ficar em 90º lugar na lista dos 100 Maiores Personagens de Cinema de Todos os Tempos da revista Empire.

### Wicked

Myra Ruiz como Elphaba na original versão brasileira da produção de Wicked

O enredo da adaptação para o palco "vai muito além" do livro de 1995. Como Winnie Holzman observou em uma entrevista com a Playbill, "Foi uma ideia brilhante [de Maguire] pegar essa figura odiada e contar as coisas do ponto de vista dela, e ter as duas bruxas como colegas de quarto na faculdade, mas a maneira como a amizade delas se desenvolve – e realmente todo o enredo – é diferente no palco." Schwartz justificou o desvio, dizendo: "Principalmente, estávamos interessados no relacionamento entre Galinda – que se torna Glinda – e Elphaba... a amizade dessas duas mulheres e como suas personagens as levam a destinos completamente diferentes." Além dessa mudança de foco, outras modificações importantes na trama incluem a aparição de Fiyero como o espantalho, a sobrevivência de Elphaba no final, Nessarose usando uma cadeira de rodas em vez de nascer sem braços, Boq tendo um interesse amoroso contínuo por Glinda — e eventualmente se tornando o Homem de Lata em vez de Nick Chopper, o corte completo dos anos de Elphaba no Vinkus, a exclusão do nascimento de Liir, Fiyero não tendo esposa e filhos, e o Doutor Dillamond não sendo assassinado.

### Oz: The Great and Powerful
Mila Kunis interpreta a Bruxa Má do Oeste, chamada Theodora, no filme de 2013, Oz: The Great and Powerful. Nesta versão, ela é apresentada como uma "bruxa boa" e como a irmã mais nova de Evanora (Rachel Weisz), que está em guerra com Glinda (Michelle Williams) pelo controle de Oz. Tudo que Theodora quer é que a paz retorne à sua terra. Ela se apaixona por Oscar Diggs (James Franco), mas seus sentimentos por ele são platonicos. Theodora quer ser a rainha de Oscar quando ele governar Oz. Depois que Oscar vai se encontrar com Glinda, Evanora convence Theodora de que Oscar a traiu, oferecendo a ela uma maçã mágica que ajudará Theodora a esquecer sua decepção. Theodora imediatamente dá uma mordida, mas percebe tarde demais que Evanora a havia enganado. Antes que Teodora possa fazer qualquer coisa, ela começa a sentir muita dor e delírio enquanto a maçã, contaminada com magia sombria, faz seu coração murchar e sua pele ficar verde. Embora Evanora se ofereça para cobrir a nova aparência de Theodora com um encantamento, Theodora abraça sua nova aparência e ajuda sua irmã a tentar matar Glinda, se vingar de Oscar e assumir o controle de Oz. No entanto, ela e Evanora são derrotadas pelas ilusões de Oscar. Theodora é forçada a fugir da cidade em sua vassoura, mas ela ameaça retornar. Oscar diz a ela que sabe que sua maldade não é obra dela e, se ela encontrar a bondade dentro dela, ela é bem-vinda para retornar. No entanto, ela se recusa e voa para o Oeste, jurando vingança.

### Once Upon a Time
A Bruxa Má aparece como a principal antagonista da segunda metade da 3ª Temporada de Once Upon a Time, interpretada por Rebecca Mader. Nesta versão atende pelo nome de Zelena (que significa "verde" em algumas línguas eslavas), filha de Cora, a Rainha de Copas (Barbara Hershey / Rose McGowan) e meia irmã de Regina, a Rainha Má (Lana Parrilla). Abandonada por Cora e criada em Oz, Zelena aprendeu a controlar sua própria magia poderosa com a ajuda de Rumplestiltskin (Robert Carlyle). Desejando amor familiar e ficando cada vez com mais ciúmes do sucesso passado de Regina ao se infiltrar na família real, Zelena se põe a coletar ingredientes para criar um feitiço de viagem no tempo e, com ele, alterar sua trajetória de vida de forma mais favorável. Ela acaba contida por Emma Swan, bem como pelo novo domínio de Regina sobre magia de luz a tempo para se opor a ela, antes de aparentemente ser morta por Rumplestiltskin.